# Samsunspor
A Samsunspor török labdarúgóklub, melyet 1965-ben alapítottak Samsun városában. Jelenleg a török másodosztályban szerepel, hazai mérkőzéseit Samsun 19 Mayıs stadionban játssza.

## Sikerei

### Nemzeti
- Török labdarúgó-bajnokság (Süper Lig)
  - Bronzérmes (1 alkalommal): 1986, 1987

- Török kupa
  - Ezüstérmes (1 alkalommal): 1988

### Nemzetközi
- Balkán-kupa
  - Győztes (1 alkalommal): 1994

## Eredményei

### Bajnoki múlt
A Samsunspor helyezései az török labdarúgó-bajnokság élvonalában.
| Idény   | Helyezés |
| ------- | -------- |
| 1969–70 | 6. hely  |
| 1970–71 | 10. hely |
| 1971–72 | 13. hely |
| 1972–73 | 12. hely |
| 1973–74 | 8. hely  |
| 1974–75 | 15. hely |
| 1976–77 | 10. hely |
| 1977–78 | 14. hely |
| 1978–79 | 15. hely |
| 1982–83 | 16. hely |

| Idény   | Helyezés |
| ------- | -------- |
| 1985–86 | 3. hely  |
| 1986–87 | 3. hely  |
| 1987–88 | 4. hely  |
| 1988–89 | 19. hely |
| 1989–90 | 16. hely |
| 1991–92 | 16. hely |
| 1993–94 | 5. hely  |
| 1994–95 | 8. hely  |
| 1995–96 | 8. hely  |
| 1996–97 | 9. hely  |

| Idény   | Helyezés |
| ------- | -------- |
| 1997–98 | 5. hely  |
| 1998–99 | 10. hely |
| 1999–00 | 7. hely  |
| 2000–01 | 8. hely  |
| 2001–02 | 15. hely |
| 2002–03 | 12. hely |
| 2003–04 | 7. hely  |
| 2004–05 | 12. hely |
| 2005–06 | 17. hely |
| 2011–12 |          |

### Nemzetközi
Az Európai Labdarúgó-szövetség (UEFA) által szervezett labdarúgótornákon elért eredményei.
Összesítve
| Kupa           | M  | GY | D | V | LG–KG |
| -------------- | -- | -- | - | - | ----- |
| Intertotó-kupa | 10 | 6  | 0 | 4 | 15–12 |
| Összesítve     | 10 | 6  | 0 | 4 | 15–12 |

### Szezonális bontásban
| Kupa           | Idény | Forduló    | Klub           | 1. mérk. | 2. mérk. | Össz. |
| -------------- | ----- | ---------- | -------------- | -------- | -------- | ----- |
| Intertotó-kupa | 1997  | Csoportkör | Odense BK      | 2–0      | 2–0      | 2–0   |
| Intertotó-kupa | 1997  | Csoportkör | FBK Kaunas     | 1–0      | 1–0      | 1–0   |
| Intertotó-kupa | 1997  | Csoportkör | Leiftur        | 3–0      | 3–0      | 3–0   |
| Intertotó-kupa | 1997  | Csoportkör | Hamburger SV   | 1–3      | 1–3      | 1–3   |
| Intertotó-kupa | 1998  | 2. forduló | Lyngby         | 3–0      | 1–3      | 4–3   |
| Intertotó-kupa | 1998  | 3. forduló | Crystal Palace | 2–0      | 2–0      | 4–0   |
| Intertotó-kupa | 1998  | Elődöntő   | Werder Bremen  | 0–3      | 0–3      | 0–6   |

Megjegyzés: Az eredmények minden esetben a Samsunspor szempontjából értendők, a dőlten írt mérkőzéseket pályaválasztóként játszotta.